# Metacnephia gorodkovi
Metacnephia gorodkovi är en tvåvingeart som först beskrevs av Rubtsov 1964.  Metacnephia gorodkovi ingår i släktet Metacnephia och familjen knott. Inga underarter finns listade i Catalogue of Life.